# Fiadone

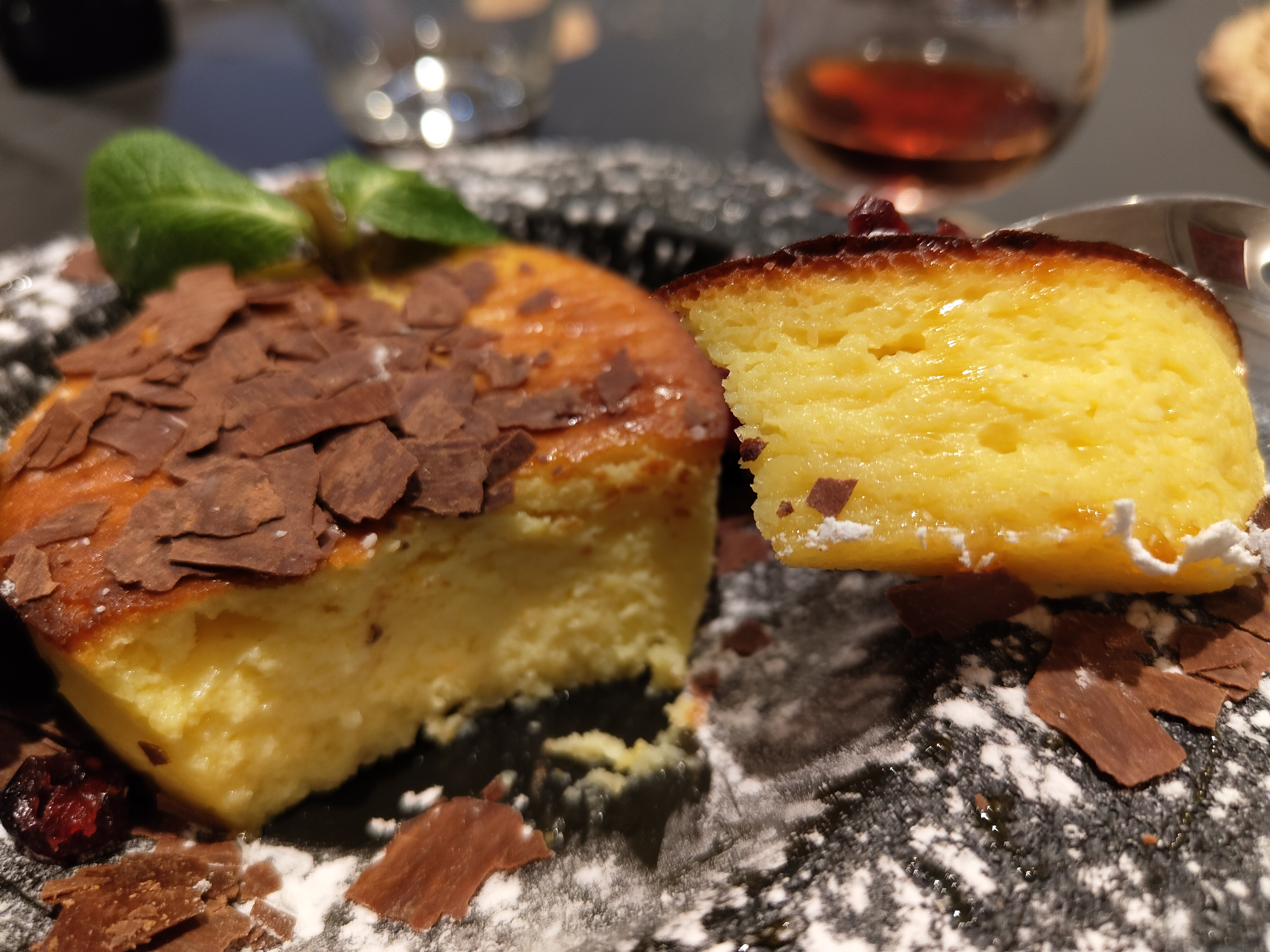
Fiadone aus Korsika

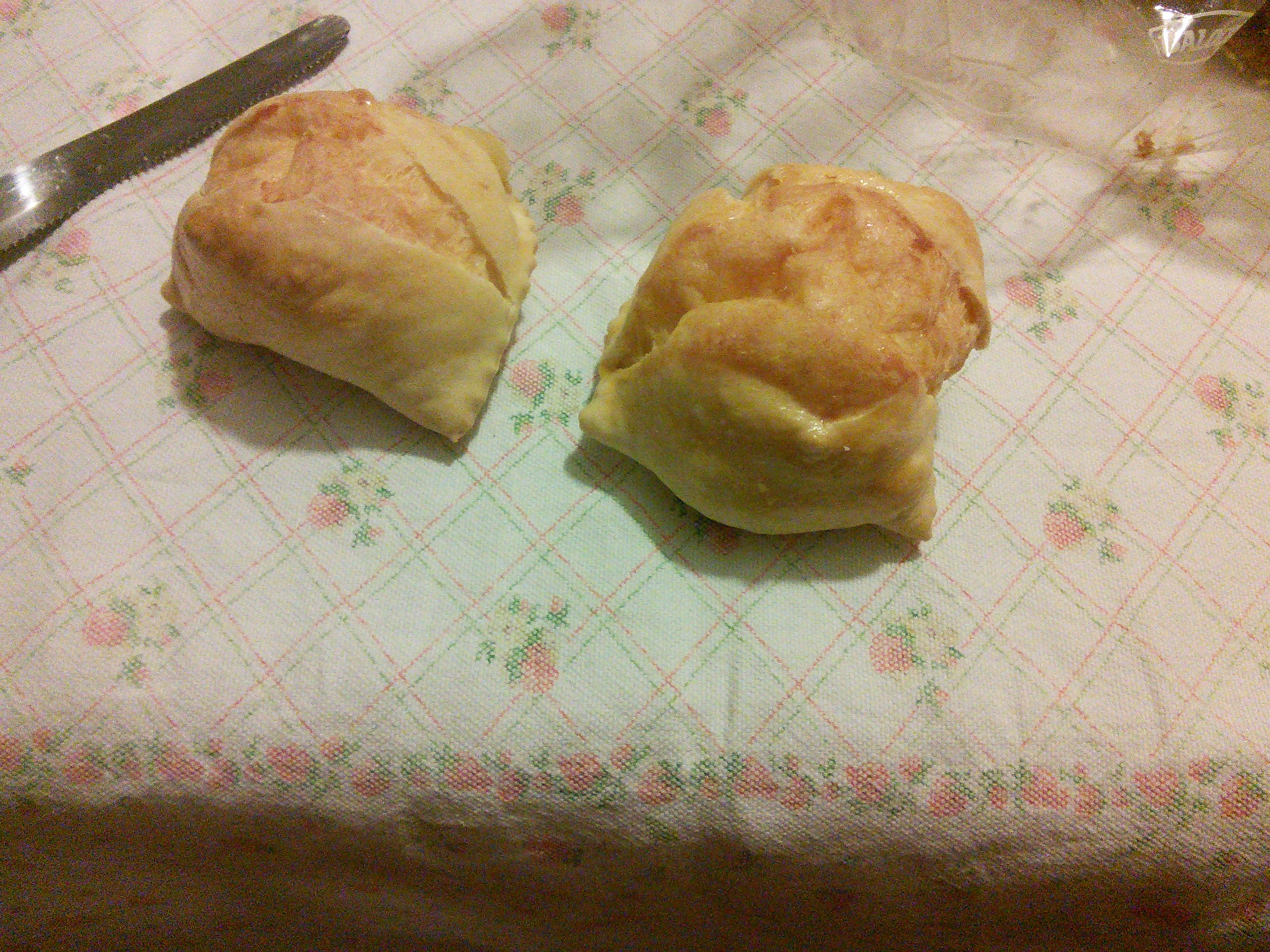
Fiadone aus den Abruzzen

Der Fiadone ist eine Art Käsekuchen ohne Boden aus Korsika und wird aus Brocciu, einem korsischen Frischkäse aus Schaf- oder Ziegenmilch, hergestellt. Weitere Bestandteile des Kuchens sind Zucker, Zitrone und Eier. Der Fiadone wird kalt serviert. Brocciu ähnelt dem italienischen Ricotta.
In den Abruzzen und Molise kennt man Fiadone als süße mit Ricotta gefüllte Teigtaschen, die vorwiegend zu Ostern serviert werden.